# Hónap

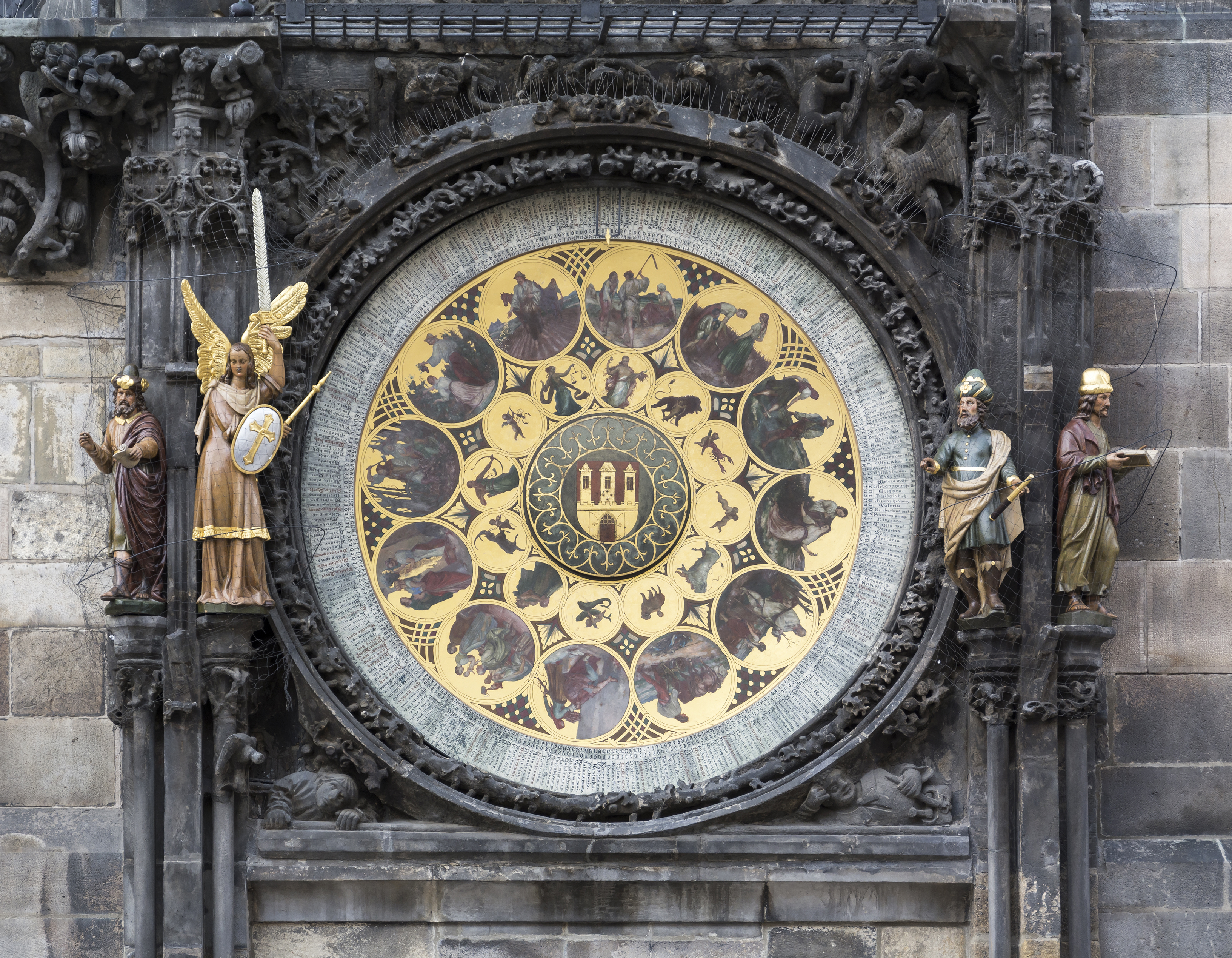
Csillagászati óra, az óralapon a hónapok allegóriái, Prága

A hónap az idő számításának egyik alapegysége, naptárakban használatos, hossza nagyjából megegyezik a Hold mozgásával kapcsolatos valamely természetes periódussal. Eredete a holdfázisok ciklikus váltakozásával hozható kapcsolatba; az ilyen hónapokat szinodikus hónapoknak nevezzük és nagyjából 29,53 nap hosszúak.
Ásatásokon előkerült rovátkolt botokból a kutatók arra a következtetésre jutottak, hogy az emberek a Hold fázisai alapján számolták a napokat már a paleolit korban is. A szinodikus hónapok ma is számos naptár alapját képezik.

## Csillagászati háttér

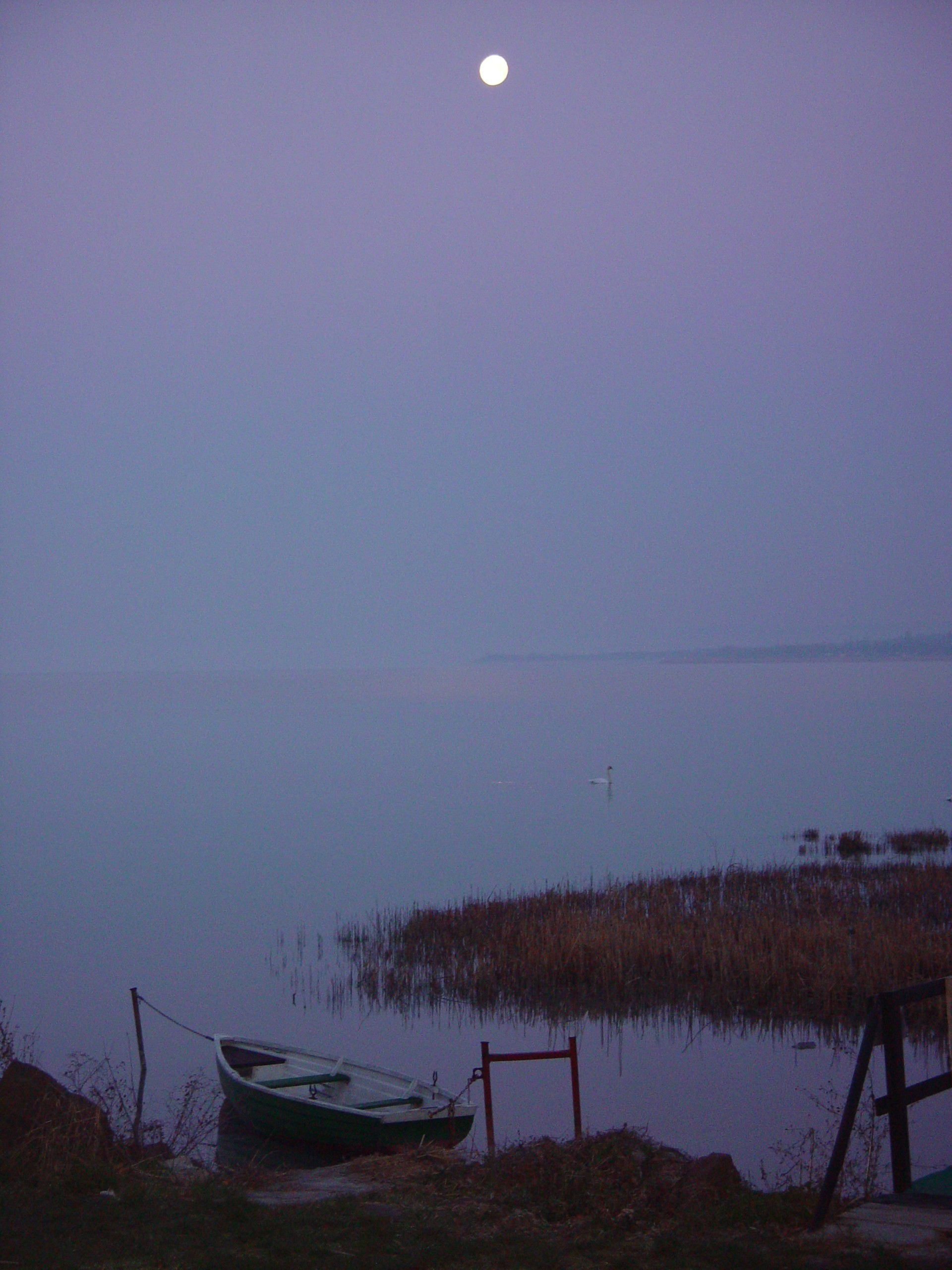
A telihold képe Aszófő mellett

A Hold pályáján történő mozgása nehezen leírható, periódusideje sem állandó. Ráadásul sok kultúrában (főleg a zsidó és az iszlám naptárat használókban) a hónap kezdetét onnan számolják, amikor először jelenik meg a naplemente után az újhold keskeny sarlója a nyugati horizonton. Az észlelés dátuma és időpontja függ az észlelő pontos földrajzi hosszúságától és szélességétől, a légköri helyzettől, az észlelő látásának élességétől stb. Így tehát ezekben a naptárakban a hónapok kezdete és hosszúsága nem jelezhető pontosan előre. A zsidók nagy része napjainkban már előre kiszámolt naptárat használ, de a karaita zsidók ragaszkodnak a Hold tényleges megfigyeléséhez.
Sziderikus hónapnak nevezzük a Hold pályájának periódusidejét fix pontból mérve, mivel ez az az idő, ami alatt a Hold visszatér a kiindulási, égbolton elfoglalt helyére az állócsillagok (latin: sidus) között: hossza átlagosan mintegy 27 1/3 nap. Ez a fajta hónap a közel-keleti, indiai és kínai társadalmakban a következőképpen jelent meg: felosztották az égboltot 28 „holdállomásra”, egy jutott a Hold pályáján töltött minden napjára. Ezeket a csillagok által alkotott mintázat alapján különböztették meg (ez nem pontosan azonos a csillagképekkel).
Meg szokás határozni az égitestek helyzetét a tavaszponthoz képest. A precesszió (a Föld forgástengelyének lassú elmozdulása egy kúppalást mentén) miatt a tavaszpont elmozdul az ekliptika mentén. Így a Holdnak kevesebb időre van szüksége a tavaszponthoz való visszatéréshez, mint az állócsillagokhoz képest fix helyhez. Ezt a valamivel rövidebb periódust tropikus hónapnak nevezzük – analóg módon a tropikus évhez. A hónapnak ezt a fajtáját nem nagyon használják.
A Hold pályája ellipszis, melynek excentricitása és inklinációja ingadozik, nagytengelye pedig közel kilenc év alatt direkt irányban körbe fordul. A pálya Földhöz legközelebbi pontja a földközelpont (perigeum), legtávolabbi pontja a földtávolpont (apogeum), az ellipszis nagytengelyének végpontjai. Mivel az ellipszis forgási iránya azonos a Hold keringési irányával, ezért a Holdnak az ellipszis ugyanazon pontjáig eljutni több időre van szüksége. A perigeumtól perigeumig eltelő idő neve anomalisztikus hónap, átlagos hossza kicsivel több mint 27 1/2 nap.
A Hold pályája olyan síkban fekszik, ami az ekliptika síkjához képest enyhén megdöntött: inklinációja kb. 5 fokos. A síkok metszésvonala, a csomóvonal két pontot határoz meg az égbolton: a felszálló csomót és a leszálló csomót. A Hold pályasíkja 18,6 éves periódussal körbejár az ekliptikán, ezért a csomók hátrafelé haladnak ugyanezen idő alatt. Így az idő, amíg a Hold visszatér ugyanahhoz a csomóponthoz, megint csak rövidebb a sziderikus hónapnál: ez a drakonikus hónap, aminek az átlagos hossza kb. 27 1/5 nap. Fontos szerepe van a fogyatkozások előrejelzésében – ezek akkor történnek, amikor a Nap, a Föld és a Hold egy vonalban vannak. A Földről nézve a Nap az ekliptika mentén mozog, míg a Hold a saját pályasíkján. A három égitest akkor eshet egy vonalba, amikor a Hold az ekliptika síkjában van, tehát amikor valamelyik csomóban tartózkodik. A „drakonikus” elnevezés a mondabeli sárkányra utal, ami a csomókban él, és rendszeresen felfalja a Napot vagy a Holdat a fogyatkozás ideje alatt.
A holdfázisokat az a jelenség okozza, hogy a Földről a Holdnak a Nap által megvilágított oldalát különböző szögekből látjuk, ahogy a Hold halad a pályáján. Így a látvány a Hold Naphoz viszonyított helyzetétől függ (a Földről nézve). Mivel a Föld a Nap körül kering, a Holdnak tobb időre van szüksége (egy sziderikus hónap, tehát egy teljes kör elvégzése után) hogy behozza a lemaradását és a Naphoz képest ugyanabba a pozícióba kerüljön. Ezt a hosszabb periódust nevezik szinodikus hónapnak (görög: syn hodos, = „az úttal”, úgymint a Hold utazik a Nappal). A Föld és a Hold pályájának perturbációja (pályaháborgás) miatt, az újholdak közötti tényleges idő (lunációs idő?) kb. 29,27 és 29,83 nap között van.
Alább olvasható egy lista a különböző csillagászati holdhónapokról. Ezek hossza nem állandó, ezért megadjuk a változás elsőrendű (lineáris) approximációját, 2000. január 1. 0:00-tól. A 2000 óta eltelt évek számát y-nal jelöltük.
| megnevezés            | napok száma                     |
| --------------------- | ------------------------------- |
| sziderikus hónap:     | 27,321661547 + 0,000000001857·y |
| tropikus hónap:       | 27,321582241 + 0,000000001506·y |
| anomalisztikus hónap: | 27,554549878 – 0,000000010390·y |
| drakonikus hónap:     | 27,212220817 + 0,000000003833·y |
| szinodikus hónap:     | 29,530588853 + 0,000000002162·y |

## A Julianus-naptár és a Gergely-naptár hónapjai
A Gergely-naptár az azt megelőző Julianus-naptárral megegyezően tizenkét hónapból áll:
| sorszám | megnevezés | napok száma | megjegyzés                                    |
| ------- | ---------- | ----------- | --------------------------------------------- |
| 1       | január     | 31          |                                               |
| 2       | február    | 28/29       | szökőévekben 29 napos (lásd még: február 30.) |
| 3       | március    | 31          |                                               |
| 4       | április    | 30          |                                               |
| 5       | május      | 31          |                                               |
| 6       | június     | 30          |                                               |
| 7       | július     | 31          |                                               |
| 8       | augusztus  | 31          |                                               |
| 9       | szeptember | 30          |                                               |
| 10      | október    | 31          |                                               |
| 11      | november   | 30          |                                               |
| 12      | december   | 31          |                                               |

A hónapok hosszának a megjegyzésére egy lehetséges módszer, hogy az ember egymás mellé helyezi a két ökölbe szorított kezét, hogy a két mutatóujj érjen össze. Ekkor januárral kezdve a bal kéz kisujjának bütykétől jobbra haladva: bütyök, völgy, bütyök, völgy a hónapokkal együtt. A bütyök 31 napos hónapot jelent, a völgy rövid hónapot.
Másik módszer, hogy begyakoroljuk az „ÁP-JÚN-SZE-NO” szövegsort: a szótagokat kimondva, szótagonként az egyik ökölbe szorított kéz bütykeire a másik kéz mutatóujjával rákoppantunk. Így az ÁP(rilis)-JÚN(ius)-SZE(ptember)-NO(vember) sorozat könnyen megjegyezhető, és könnyen felidézhető. Ezek a 30 napos hónapok. Ha a keresett hónap neve a sorozatban nem szerepel, akkor 31 napos (kivéve a februárt).

## Magyar hónapnevek
|    |       | (1)        | (2)                | (3)       | (4)            | (5)               | (6)               | (7)          |
| -- | ----- | ---------- | ------------------ | --------- | -------------- | ----------------- | ----------------- | ------------ |
| 1  | I.    | január     | Boldogasszony hava | télhó     | fergeteg hava  | medvetor hava     |                   | zúzoros      |
| 2  | II.   | február    | böjtelő hava       | télutó    | jégbontó hava  | szarvastor hava   |                   | enyheges     |
| 3  | III.  | március    | böjtmás hava       | tavaszelő | kikelet hava   | bölénytor hava    | fák hava          | olvanos      |
| 4  | IV.   | április    | Szent György hava  | tavaszhó  | szelek hava    | báránytor hava    | rügyezés hava     | nyilonos     |
| 5  | V.    | május      | pünkösd hava       | tavaszutó | ígéret hava    | borjútor hava     | virágzó élet hava | zöldönös     |
| 6  | VI.   | június     | Szent Iván hava    | nyárelő   | Napisten hava  | gödölyetor hava   | eper hava         | termenes     |
| 7  | VII.  | július     | Szent Jakab hava   | nyárhó    | áldás hava     | tehéntor hava     | aratás hava       | halászonos   |
| 8  | VIII. | augusztus  | Kisasszony hava    | nyárutó   | új kenyér hava | Aranyasszony hava | bőség hava        | hévenes      |
| 9  | IX.   | szeptember | Szent Mihály hava  | őszelő    | Földanya hava  | tigris hava       | almaszüret hava   | gyümölcsönös |
| 10 | X.    | október    | mindszent hava     | őszhó     | magvető hava   | halak hava        | begyűjtés hava    | mustonos     |
| 11 | XI.   | november   | Szent András hava  | őszutó    | enyészet hava  | disznótor hava    |                   | gémberes     |
| 12 | XII.  | december   | karácsony hava     | télelő    | álom hava      | Istenfiak hava    | tárkányok hava    | fagyláros    |

Megjegyzés: 1: a hónapok mai hivatalos magyar neve, 2, 3: a régi magyar irodalomban és kalendáriumokban használt névváltozatok, 4: az Erdélyben használt régies elnevezések.

## A zsidó naptár hónapjai
A zsidó naptár hónapjai holdhónapok, tehát újholdtól újholdig tartanak. A hónapok hossza felváltva 29 vagy 30 nap (mivel a holdhónapok 29,5 naposak), az évnek megfelelően. A hónapok nevei babilóniai eredetűek:
| héber név | magyar név | angol név | napok száma | megjegyzés                                               |
| --------- | ---------- | --------- | ----------- | -------------------------------------------------------- |
| יסן       | niszán     | Nisan     | 30          |                                                          |
| אייר      | ijár       | Iyar      | 29          |                                                          |
| יון       | sziván     | Sivan     | 30          |                                                          |
| תמוז      | tamuz      | Tammuz    | 29          |                                                          |
| אב        | áv         | Ab        | 30          |                                                          |
| לול       | elul       | Elul      | 29          |                                                          |
| שרי       | tisri      | Tishrei   | 30          |                                                          |
| שון       | hesván     | Cheshvan  | 29/30       | tréfásan nevezik marhesván-nak (מרחשון), Hesván úrnak is |
| כסלו      | kiszlév    | Kislev    | 29/30       |                                                          |
| טבת       | tévét      | Tevet     | 29          |                                                          |
| שבט       | svát       | Shevat    | 30          |                                                          |
| אדר ראשון | ádár rison | Adar I    | 30          | csak szökőévben                                          |
| אדר       | ádár       | Adar      | 29          | ádár neve rendes évben                                   |
| אדר שני   | ádár séni  | Adar II   | 29          | ádár neve szökőévben                                     |

## Az iszlám naptár hónapjai
Az iszlám naptárat leginkább vallási célokra használják, noha Szaúd-Arábiában és néhány más Perzsa-öböl menti országban hivatalos naptárként is funkcionál.
| sorszám | megnevezés                             | röviden     | arab írással                |
| ------- | -------------------------------------- | ----------- | --------------------------- |
| 1       | Muharram al-Haram                      | Muharram    | محرّم                        |
| 2       | Szafar                                 |             | صفر                         |
| 3       | Rabí al-Avval                          | Rabí I      | ربيع الأول                  |
| 4       | Rabí al-Áhir vagy Rabí asz-Szání       | Rabí II     | ربيع الآخر أو ربيع الثاني   |
| 5       | Dzsumáda l-úla                         | Dzsumáda I  | جمادى الأول                 |
| 6       | Dzsumáda l-Áhir vagy Dzsumáda sz-Szání | Dzsumáda II | جمادى الآخر أو جمادى الثاني |
| 7       | Radzsab                                |             | رجب                         |
| 8       | Saabán                                 |             | شعبان                       |
| 9       | Ramadán                                |             | رمضان                       |
| 10      | Savvál                                 |             | شوّال                        |
| 11      | Dzú l-Kaada                            |             | ذو القعدة                   |
| 12      | Dzú l-Hiddzsat                         |             | ذو الحجة                    |

## A perzsa naptár hónapjai
A perzsa naptár hivatalos Iránban és Afganisztánban. Hónapjai egybeesnek az állatövi jegyekkel.
| sorszám | megnevezés  | perzsa írással | ideje                          | állatövi jegy |
| ------- | ----------- | -------------- | ------------------------------ | ------------- |
| 1       | farvardin   | فروردین        | március 21. – április 20.      | kos           |
| 2       | ordibehesht | اردیبهشت       | április 21. – május 21.        | bika          |
| 3       | khordad     | خرداد          | május 22. – június 21.         | ikrek         |
| 4       | tir         | تیر            | június 22. – július 22.        | rák           |
| 5       | mordad      | مرداد          | július 23. – augusztus 22.     | oroszlán      |
| 6       | shahrivar   | شهریور         | augusztus 23. – szeptember 22. | szűz          |
| 7       | mehr        | مهر            | szeptember 23. – október 22.   | mérleg        |
| 8       | aban        | آبان           | október 23. – november 21.     | skorpió       |
| 9       | azar        | آذر            | november 22. – december 21.    | nyilas        |
| 10      | dey         | دی             | december 22. – január 20.      | bak           |
| 11      | bahman      | بهمن           | január 21. – február 19.       | vízöntő       |
| 12      | esfand      | اسفند          | február 20. – március 20.      | halak         |